# Vent du Mont Schärr
Vent du Mont Schärr est un groupe de punk rock québécois, originaire de Montréal, au Canada.

## Biographie
Le nom du groupe puise son origine dans le « souffle de la montagne » mentionné dans Les Chants de Maldoror. Le groupe s'est d'abord fait connaître en remportant le premier prix (ex aequo avec Les Taches) du concours Rock Envol, en 1986,,. Influencé par divers mouvements artistiques (notamment le néoïsme), leur art-punk provocateur contraste radicalement avec la synth-pop alors populaire au Québec. Plusieurs célèbrent leur approche virulente, teintée d'un humour aux accents dadaïstes, souvent politisée. Le groupe a notamment dénoncé les conflits d'intérêts de Musicaction, un organisme gouvernemental chargé d'aider financièrement l'industrie du disque. 
Le groupe signe un contrat avec le label français Boucherie, ce qui en fait un des premiers groupes québécois à être endisqués en France avant de l'être au Québec. Vent du Mont Schärr a partagé la scène avec des groupes tels que Pigalle et Mano Negra, en plus de faire la première partie de concerts de Bérurier noir (en Europe et au Québec) ainsi que de Nina Hagen (à Montréal). En 1988, le groupe publie le mini-album Joie de vivre, dont la pochette est illustrée d'une œuvre de l'artiste montréalais Henriette Valium (Patrick Henley). Deux compilations enregistrées devant public paraissent en 2004 et 2007. 
Le groupe fait les beaux jours du club (et salle de concert) Les Foufounes électriques, certains de ses membres y ayant même travaillé,. Les performances sulfureuses du groupe sur scène ont aussi contribué à lui assurer un statut légendaire au sein de l'underground montréalais, certains les qualifiant de « groupe-culte »,,.
Le chanteur Jean-Luc Bonspiel et le guitariste et co-compositeur Alan Lord font partie des musiciens interviewés dans le documentaire Montreal New Wave, d'Erik Cimon, sorti en 2016.
Jean-Luc Bonspiel a publié en 2020 le recueil de poésie La Mort en Néon suivi de Le Melon Jagato.

## Discographie
- 1987 : Vent du Mont Schärr
- 1988 : Joie de vivre (mini-album)
- 2004 : L'étè perdu
- 2007 : Pensez à demain : faites usage du vent